# Benedikt Hipp
Benedikt Hipp (* 1977 in München) ist ein deutscher Künstler. Er lebt und arbeitet in München und Rom. Seine Arbeiten wurden unter anderem gezeigt im Haus der Kunst München, der Schirn Kunsthalle in Frankfurt, dem Wilhelm-Hack-Museum in Ludwigshafen oder im CAPC in Bordeaux.

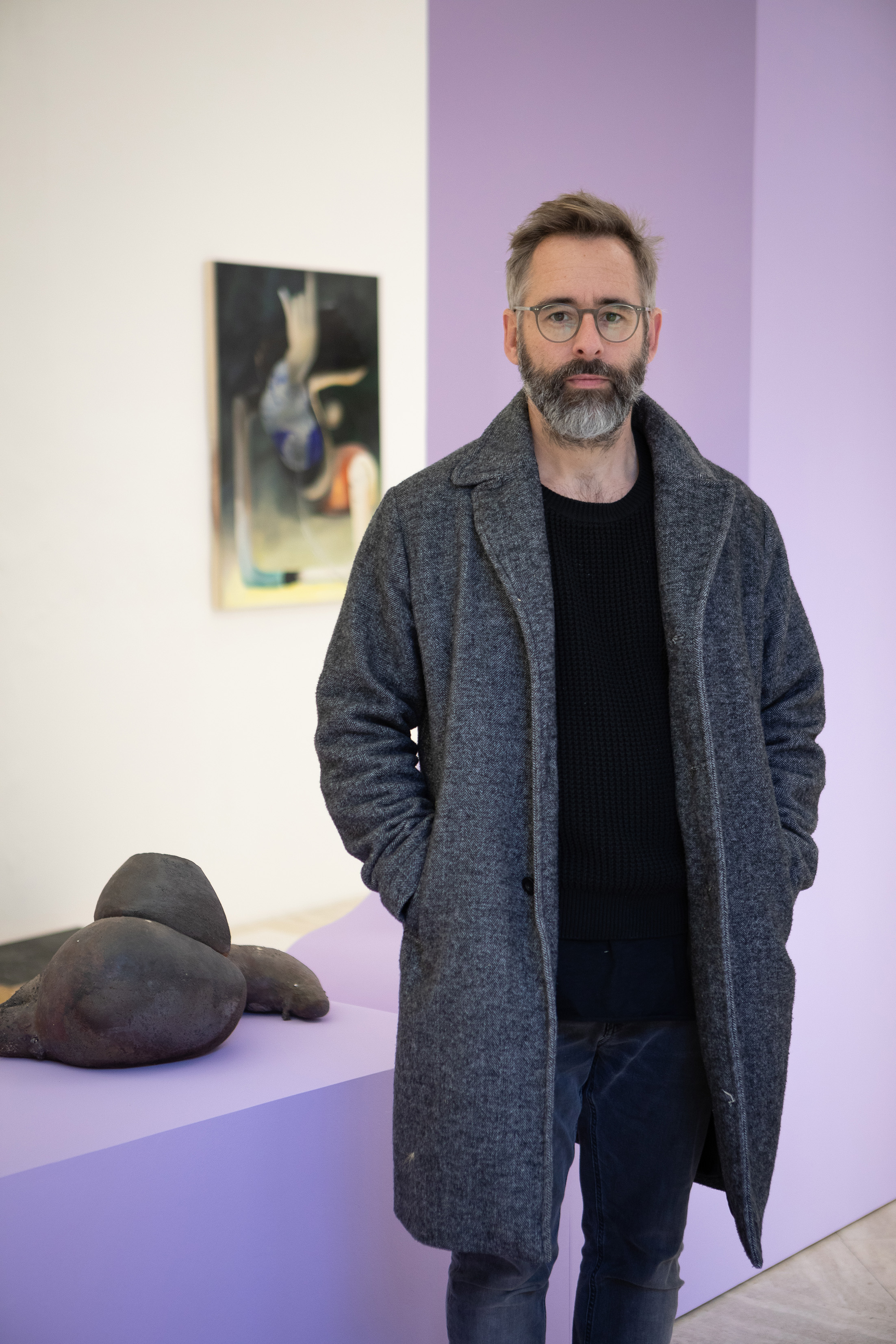
Benedikt Hipp

2020/21 wurde er mit dem Rom-Preis der Bundesrepublik Deutschland ausgezeichnet, verbunden mit einem Studienaufenthalt der Deutschen Akademie Villa Massimo in Rom.

## Werk & Rezeption
In seinen Gemälden, raumgreifenden Installationen und Skulpturen ist der Körper ein zentrales Thema. Er hinterfragt dabei Konzepte von Individualität und Identität, sowie die Veränderung und Bedeutung des Körpers, als Ort kultischen, gesellschaftlichen und architektonischen Handelns.
Benedikt Hipp war von 2017 bis 2019 Gastdozent an der Zürcher Hochschule der Künste.

## Ausbildung
- 2000 – 2002 Akademie der Bildenden Künste Nürnberg
- 2003 – 2004 Accademia di Belle Arti di Bologna
- 2002 – 2007 Akademie der Bildenden Künste München

## Auszeichnungen
- 2020 – 2021 Rompreis Villa Massimo, Deutsche Akademie Villa Massimo in Rom[5]
- 2014 USA - Stipendium des Freistaates Bayern[6]
- 2009 Katalogförderung Kunstfond Bonn[7]
- 2008 Atelierförderstipendium des Bayerischen Staates
- 2005 Kulturförderpreis der Stadt Pfaffenhofen[8]
- 2004 Oberbayrischer Förderpreis für Nachwuchskünstler[9]

## Institutionelle Sammlungen
- Pinakothek der Moderne, Staatliche Grafische Sammlung, München
- The Bar Library of Northern Ireland
- Departmental Domain Chamarande
- Deutsche Bundesbank Sammlung, Frankfurt a. M.
- Städtische Sammlung Erlangen
- Zeppelin Museum, Friedrichshafen

## Einzelausstellungen (Auswahl)
- 2022 Kadel Willborn, Düsseldorf
- 2022 Kunstraum Hase 29 Osnabrück
- 2018 Museum Villa Rot, Burgrieden[10]
- 2018 Monitor, Rom[11]
- 2018 Kadel Willborn, Düsseldorf[12]
- 2016 Nicolas Krupp Gallery, Basel[13]
- 2015 Wilhelm-Hack-Museum, Ludwigshafen[14]
- 2012 Kunstpalais Erlangen[15]
- 2011 Kadel Willborn, Karlsruhe[16]
- 2010 Bielefelder Kunstverein[17]
- 2009 Deutsche Bundesbank Sammlung, Frankfurt a. M.[18]
- 2009 Schürmann Berlin
- 2009 Art Statements / Art Basel 40[19]
- 2007 Galerie Iris Kadel, Karlsruhe[20]

## Gruppenausstellungen (Auswahl)
- 2021 Conversation Piece, Fondazione Memmo, Rome[21]
- 2021 Body Parts, Galerie Kadel Willborn, Düsseldorf[22]
- 2020  The Last Unicorn. Das Einhorn im Spiegel der Popkultur, Museum im Prediger, Schwäbisch Gmünd[23]
- 2019 Oxalis, Centro De Arte Contemporáneo En Mallorca[24]
- 2018 Blind Faith. Between the Visceral and Cognitive in Contemporary Art, Haus der Kunst, München[25]
- 2017 Kult! Legenden, Star und Bildikonen, Zeppelin Museum, Friedrichshafen[26]
- 2015 Lajevardi Foundation, Teheran
- 2015 SpielRaum, Städtische Galerie Nordhorn, Nordhorn[27]
- 2014 Stillstehende Sachen, Museum Abtei Liesborn
- 2014 Made in Germany II, Kunstverein Hannover; Sprengel Museum; Kestner Gesellschaft, Hannover[28]
- 2011 Secret Societies, Kunsthalle Schirn, Frankfurt am Main[29]
- 2011 CAPC / Musée d’Art Moderne Bordeaux[30]
- 2010 Museum Van Bommel van Dam, Venlo
- 2008 Kerlin Gallery, Dublin
- 2008 Legend, Departmental Domain Chamarande